# Tadeusz Jędrzejewski (działacz społeczny)
Tadeusz Jędrzejewski (ur. 26 grudnia 1930 w Kowalewku koło Płocka, zm. 6 maja 2002) – polski działacz społeczny, aktywny w Polskim Towarzystwie Turystyczno-Krajoznawczym w Płocku.

## Życiorys
Był synem Stanisława i Genowefy. Przez wiele lat pracował w Wojewódzkim Szpitalu Zespolonym w Płocku, uprawnienia emerytalne uzyskał w 1990. W 1953 został członkiem PTTK w Płocku i do końca życia był jego zaangażowanym działaczem. Promował turystykę pieszą, przyczyniając się do założenia Klubu Turystyki Pieszej "KROK". Przy szpitalu w Płocku zorganizował Koło Zakładowe PTTK "Medyki". Miał uprawnienia społecznego opiekuna zabytków oraz strażnika ochrony przyrody. Otrzymał odznaczenia państwowe i turystyczno-krajoznawcze, m.in. w lipcu 1989 odznaczony został Krzyżem Kawalerskim Orderu Odrodzenia Polski.  
Zmarł 6 maja 2002, pochowany został na cmentarzu komunalnym w Płocku.